# Carex bigelowii
Carex bigelowii es una especie de planta herbácea de la familia de las cyperáceas. Tiene una distribución circumpolar o circumboreal, y se producen en todas las latitudes del hemisferio norte. Está presente en Europa, Asia, y América del Norte, donde se encuentra desde Alaska a Groenlandia y en climas alpinos hasta el sur de Utah y Colorado.

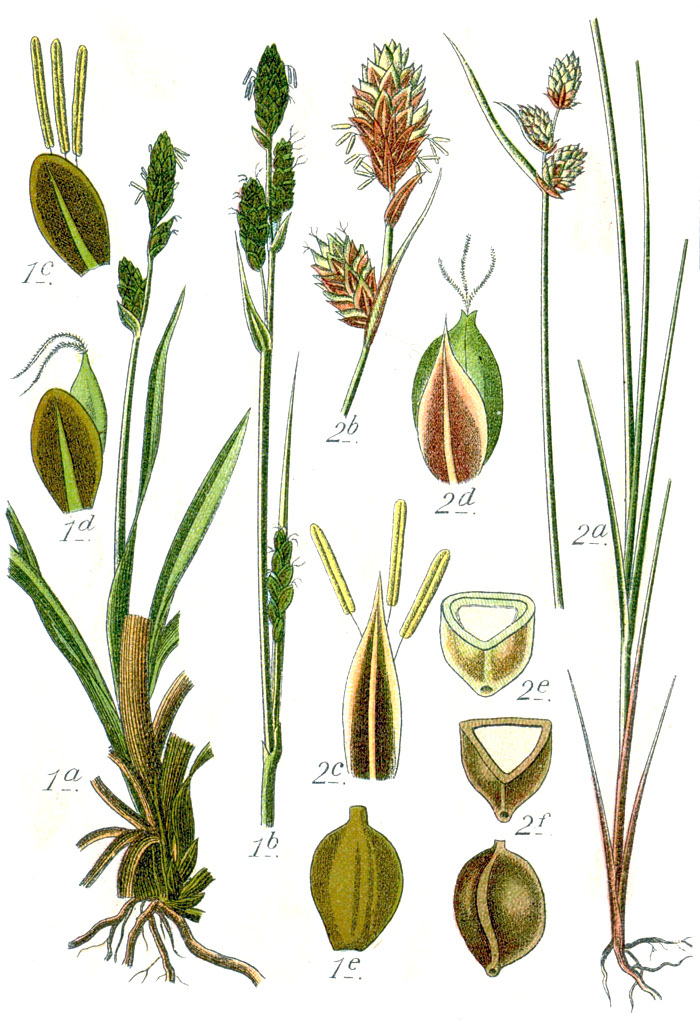
Ilustración

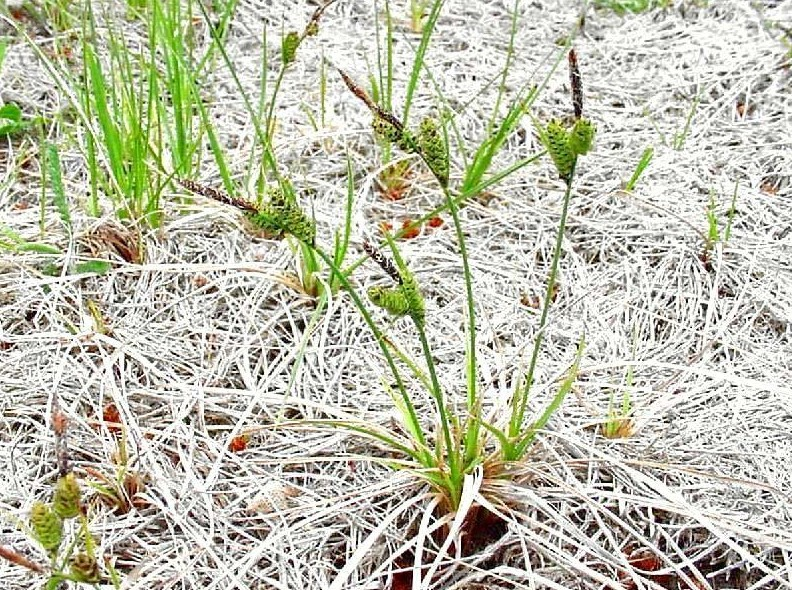
Vista de la planta

## Descripción
Esta juncia produce tallos de hasta 50 centímetros de altura, que crece en una mata o por solitaria. Las hojas son de color verde oscuro y rígidas, y las hojas de las temporadas anteriores pueden permanecer en la planta. La inflorescencia es acompañada por una corta bráctea y tiene de 1 a 3 espigas negras pistiladas y de 1 o 2 estaminadas. La planta generalmente se reproduce vegetativamente , brotando retoños de su rizoma. También se propaga a través de estolones. Tiene una red de raíz gruesa que le permite formar un césped y las raíces pueden crecer los 80 cm de profundidad en el suelo. La planta, a veces, se reproduce sexualmente, produciendo semillas. Las semillas pueden permanecer viables durante 200 años.

## Hábitat
Esta planta crece en muchos tipos de hábitats del Ártico y alpino. Se produce en los bosques, pantanos, praderas y la tundra. Se presenta junto a plantas como el sauce, abedul enano ártico, arándano rojo, arándano de pantano, Empetrum nigrum, Ledum palustre, Alnus crispa, mora de los pantanos, gayuba alpina, Potentilla diversifolia, Pedicularis groenlandica, Dryas octopetala, Dryas integrifolia, Phleum alpinum, Juncus alpinus, y Eriophorum vaginatum, así como especies de Hylocomium, Cladonia y Sphagnum. En Escocia, sobre todo en Glas Maol, esta juncia es codominante con el musgo Racomitrium lanuginosum en un ecosistema de páramo. El junco se asocia también con este musgo en los campos de lava en Islandia.

## Ecología
Esta planta puede colonizar hábitats perturbados. Se ha observado que crece sobre en sitios con derrames de hidrocarburos a los dos meses de la perturbación, y crece junto a las autopistas en el noroeste de Canadá. Su larga duración como banco de semillas en el suelo le permite brotar después de que el suelo es perturbado, y los rizomas pueden prevenir la erosión.

## Taxonomía
Carex bigelowii fue descrita por Torr. ex Schwein. y publicado en Annals of the Lyceum of Natural History of New York 1(1): 67. 1824.
Etimología
Ver: Carex
bigelowii; epíteto otorgado en honor del botánico estadounidense, Jacob Bigelow.
Variedades
- Carex bigelowii subsp. arctisibirica (Jurtzev) Á.Löve & D.Löve
- Carex bigelowii subsp. bigelowii
- Carex bigelowii subsp. ensifolia (Turcz. ex Gorodkov) Holub.
- Carex bigelowii subsp. lugens (Holm) T.V.Egorova
- Carex bigelowii subsp. rigida (Raf.) W.Schultze-Motel

Sinonimia
- Carex bigelowii subsp. hyperborea Bocher
- Carex rigida var. bigelowii (Torr. ex Schwein.) Tuck.
- Carex rigida subsp. inferalpina Gorodk.
- Carex saxatilis var. bigelowii (Torr. ex Schwein.) Torr.[7][8]